# IC 3834
IC 3834 — галактика типу Sb (компактна витягнута галактика) у сузір'ї Ворон.
Цей об'єкт міститься в оригінальній редакції індексного каталогу.